# مدار ۲۴ درجه شمالی
مدار ۲۴ درجه شمالی، دایره‌ای از عرض جغرافیایی است که در ۲۴ درجهٔ شمالی خط استوا قرار دارد.

## گذر از مناطق
از نصف‌النهار مبدأ شروع می‌شود و به سمت مشرق ۲۴ درجه شمالی از موارد زیر گذر می‌کند:
| مختصات‌ها                                             | کشور، قلمرو یا دریا | توضیحات |
| ---------------------------------------------------- | ------------------- | --- |
| ۲۴°۰′ شمالی ۰°۰′ شرقی / ۲۴٫۰۰۰°شمالی ۰٫۰۰۰°شرقی      | الجزایر             | |
| ۲۴°۰′ شمالی ۱۱°۴۲′ شرقی / ۲۴٫۰۰۰°شمالی ۱۱٫۷۰۰°شرقی   | لیبی                | |
| ۲۴°۰′ شمالی ۲۵°۰′ شرقی / ۲۴٫۰۰۰°شمالی ۲۵٫۰۰۰°شرقی    | مصر                 | |
| ۲۴°۰′ شمالی ۳۵°۴۲′ شرقی / ۲۴٫۰۰۰°شمالی ۳۵٫۷۰۰°شرقی   | دریای سرخ           | |
| ۲۴°۰′ شمالی ۳۸°۹′ شرقی / ۲۴٫۰۰۰°شمالی ۳۸٫۱۵۰°شرقی    | عربستان سعودی       | |
| ۲۴°۰′ شمالی ۵۱°۴۱′ شرقی / ۲۴٫۰۰۰°شمالی ۵۱٫۶۸۳°شرقی   | امارات متحده عربی   | Emirate of Abu Dhabi - for about 13 km |
| ۲۴°۰′ شمالی ۵۱°۴۹′ شرقی / ۲۴٫۰۰۰°شمالی ۵۱٫۸۱۷°شرقی   | خلیج فارس           | |
| ۲۴°۰′ شمالی ۵۲°۱۹′ شرقی / ۲۴٫۰۰۰°شمالی ۵۲٫۳۱۷°شرقی   | امارات متحده عربی   | Emirate of Abu Dhabi |
| ۲۴°۰′ شمالی ۵۵°۳۵′ شرقی / ۲۴٫۰۰۰°شمالی ۵۵٫۵۸۳°شرقی   | عمان                | |
| ۲۴°۰′ شمالی ۵۷°۶′ شرقی / ۲۴٫۰۰۰°شمالی ۵۷٫۱۰۰°شرقی    | اقیانوس هند         | دریای عرب |
| ۲۴°۰′ شمالی ۶۷°۲۴′ شرقی / ۲۴٫۰۰۰°شمالی ۶۷٫۴۰۰°شرقی   | پاکستان             | استان سند |
| ۲۴°۰′ شمالی ۶۸°۴۵′ شرقی / ۲۴٫۰۰۰°شمالی ۶۸٫۷۵۰°شرقی   | هند                 | گجرات راجستان - for about 12 km Gujarat - for about 8 km Rajasthan مادایا پرادش Rajasthan Madhya Pradesh اوتار پرادش چتیسگر جارکند بنگال غربی                    |
| ۲۴°۰′ شمالی ۸۸°۴۴′ شرقی / ۲۴٫۰۰۰°شمالی ۸۸٫۷۳۳°شرقی   | بنگلادش             | For about 1 km |
| ۲۴°۰′ شمالی ۸۸°۴۵′ شرقی / ۲۴٫۰۰۰°شمالی ۸۸٫۷۵۰°شرقی   | هند                 | West Bengal - for about 2 km |
| ۲۴°۰′ شمالی ۸۸°۴۶′ شرقی / ۲۴٫۰۰۰°شمالی ۸۸٫۷۶۷°شرقی   | بنگلادش             | |
| ۲۴°۰′ شمالی ۹۱°۲۲′ شرقی / ۲۴٫۰۰۰°شمالی ۹۱٫۳۶۷°شرقی   | هند                 | تریپورا میزورام |
| ۲۴°۰′ شمالی ۹۳°۲۰′ شرقی / ۲۴٫۰۰۰°شمالی ۹۳٫۳۳۳°شرقی   | میانمار (Burma)     | For about 14 km |
| ۲۴°۰′ شمالی ۹۳°۲۸′ شرقی / ۲۴٫۰۰۰°شمالی ۹۳٫۴۶۷°شرقی   | هند                 | مانیپور - for about 15 km |
| ۲۴°۰′ شمالی ۹۳°۳۷′ شرقی / ۲۴٫۰۰۰°شمالی ۹۳٫۶۱۷°شرقی   | میانمار (Burma)     | For about 16 km |
| ۲۴°۰′ شمالی ۹۳°۴۶′ شرقی / ۲۴٫۰۰۰°شمالی ۹۳٫۷۶۷°شرقی   | هند                 | Manipur |
| ۲۴°۰′ شمالی ۹۴°۱۳′ شرقی / ۲۴٫۰۰۰°شمالی ۹۴٫۲۱۷°شرقی   | میانمار (Burma)     | |
| ۲۴°۰′ شمالی ۹۷°۳۶′ شرقی / ۲۴٫۰۰۰°شمالی ۹۷٫۶۰۰°شرقی   | چین                 | یون‌نان, for about 28 km |
| ۲۴°۰′ شمالی ۹۷°۵۳′ شرقی / ۲۴٫۰۰۰°شمالی ۹۷٫۸۸۳°شرقی   | میانمار (Burma)     | |
| ۲۴°۰′ شمالی ۹۸°۴۶′ شرقی / ۲۴٫۰۰۰°شمالی ۹۸٫۷۶۷°شرقی   | چین                 | Yunnan, گوانگشی, گوانگ‌دونگ, and فوجیان |
| ۲۴°۰′ شمالی ۱۱۷°۴۸′ شرقی / ۲۴٫۰۰۰°شمالی ۱۱۷٫۸۰۰°شرقی | دریای جنوبی چین     | تایوان |
| ۲۴°۰′ شمالی ۱۲۰°۲۱′ شرقی / ۲۴٫۰۰۰°شمالی ۱۲۰٫۳۵۰°شرقی | تایوان              | Island of تایوان (claimed by چین) |
| ۲۴°۰′ شمالی ۱۲۱°۳۸′ شرقی / ۲۴٫۰۰۰°شمالی ۱۲۱٫۶۳۳°شرقی | اقیانوس آرام        | Passing just south of Hateruma island, ژاپن · Passing just south of South Iwo Jima island, ژاپن · Passing just north of Tern Island, هاوائی, ایالات متحده آمریکا |
| ۲۴°۰′ شمالی ۱۱۰°۵۵′ غربی / ۲۴٫۰۰۰°شمالی ۱۱۰٫۹۱۷°غربی | مکزیک               | شبه‌جزیره باخا کالیفرنیا |
| ۲۴°۰′ شمالی ۱۰۹°۴۹′ غربی / ۲۴٫۰۰۰°شمالی ۱۰۹٫۸۱۷°غربی | خلیج کالیفرنیا      | |
| ۲۴°۰′ شمالی ۱۰۷°۴′ غربی / ۲۴٫۰۰۰°شمالی ۱۰۷٫۰۶۷°غربی  | مکزیک               | |
| ۲۴°۰′ شمالی ۹۷°۴۴′ غربی / ۲۴٫۰۰۰°شمالی ۹۷٫۷۳۳°غربی   | خلیج مکزیک          | |
| ۲۴°۰′ شمالی ۸۰°۲۱′ غربی / ۲۴٫۰۰۰°شمالی ۸۰٫۳۵۰°غربی   | باهاما              | Cay Sal Bank atoll |
| ۲۴°۰′ شمالی ۷۹°۵۰′ غربی / ۲۴٫۰۰۰°شمالی ۷۹٫۸۳۳°غربی   | اقیانوس اطلس        | |
| ۲۴°۰′ شمالی ۷۷°۵۰′ غربی / ۲۴٫۰۰۰°شمالی ۷۷٫۸۳۳°غربی   | باهاما              | Andros island |
| ۲۴°۰′ شمالی ۷۷°۳۲′ غربی / ۲۴٫۰۰۰°شمالی ۷۷٫۵۳۳°غربی   | اقیانوس اطلس        | |
| ۲۴°۰′ شمالی ۷۶°۲۰′ غربی / ۲۴٫۰۰۰°شمالی ۷۶٫۳۳۳°غربی   | باهاما              | جورج تاون، باهاما cays |
| ۲۴°۰′ شمالی ۷۶°۱۹′ غربی / ۲۴٫۰۰۰°شمالی ۷۶٫۳۱۷°غربی   | اقیانوس اطلس        | Passing just south of Cat Island, باهاما · Passing just north of Conception Island, باهاما                                                                       |
| ۲۴°۰′ شمالی ۷۴°۳۲′ غربی / ۲۴٫۰۰۰°شمالی ۷۴٫۵۳۳°غربی   | باهاما              | جزیره سان سالوادور |
| ۲۴°۰′ شمالی ۷۴°۲۷′ غربی / ۲۴٫۰۰۰°شمالی ۷۴٫۴۵۰°غربی   | اقیانوس اطلس        | |
| ۲۴°۰′ شمالی ۱۵°۴۰′ غربی / ۲۴٫۰۰۰°شمالی ۱۵٫۶۶۷°غربی   | صحرای غربی          | Claimed by مراکش |
| ۲۴°۰′ شمالی ۱۲°۰′ غربی / ۲۴٫۰۰۰°شمالی ۱۲٫۰۰۰°غربی    | موریتانی            | |
| ۲۴°۰′ شمالی ۶°۲۷′ غربی / ۲۴٫۰۰۰°شمالی ۶٫۴۵۰°غربی     | مالی                | This part of Mali has declared independence as ازواد |
| ۲۴°۰′ شمالی ۳°۱۵′ غربی / ۲۴٫۰۰۰°شمالی ۳٫۲۵۰°غربی     | الجزایر             | |